# Apasionata
Apasionata és una pel·lícula albanesa del 1983 dirigida per Kristaq Mitro i Ibrahim Muçaj.

## Descripció de la trama
El títol prové de la sonata de Ludwig van Beethoven que apareix diverses vegades a la pel·lícula. L'acció de la pel·lícula transcorre entre els alumnes de l'escola d'art de Tirana. El títol Appassionata és el treball de diploma de Mira, estudiant del conservatori. El seu estimat Artur, estudiant de pintura, va a l'escola per diversió i no es pren seriosament la ciència. Hi ha un conflicte entre els joves. Arthur es queda sol.

## Repartiment
- Kastriot Çaushi com a Arthur
- Matilda Makoçi com a Mira
- Agim Qirjaqi com a professor de Jani
- Kadri Roshi com a Demosten
- Margarita Xhepa com a mare d'Arthur
- Spiro Duni com a Guri
- Thimi Filipi com a Take Rizai, el pare de Mira
- Nertila Koka com a germana d'Arthur
- Antoneta Papapavli com a professora de música
- Marika Kallamata com a tia
- Ndrek Shkjezi com a Tasi, el conserge de l'escola
- Artan Sejko com Agron
- Luiza Xhuvani com a estudiant
- Esmeralda Hoxholli com a Ela
- Gjergj Xhuvani com el vidrier